# 林尘镇
林尘镇，是中华人民共和国广东省茂名市化州市下辖的一个乡镇级行政单位。

## 行政区划
林尘镇下辖以下地区：
林尘社区、林尘村、沙洲坡村、下琅村、官塘村、尚书堂村、下车村、莲塘边村、山心村、白沙村、塘墩村、竹根头村、新岸村、外坡村、古峰村、六马岭村、白塘村、根竹山村、令村、坦塘村、荔枝埒村和七芝坡村。